# Gymnastique aux Jeux asiatiques de 2014
Navigation
Édition précédente Édition suivante
Les épreuves de gymnastique des Jeux asiatiques de 2014 se sont déroulées à Incheon au Namdong Gymnasium du 21 septembre au 2 octobre 2014.

## Médaillés

### Gymnastique artistique

#### Hommes
| Épreuves                | Or                                                                                                 | Argent                                                                                           | Bronze                                                                                              |
| ----------------------- | -------------------------------------------------------------------------------------------------- | ------------------------------------------------------------------------------------------------ | --------------------------------------------------------------------------------------------------- |
| Compétition par équipes | Japon Tomomasa Hasegawa Yuya Kamoto Yusuke Saito Shotaro Shirai Kazuyuki Takeda Masayoshi Yamamoto | Corée du Sud Kim Hee-hoon Lee Hyeok-jung Lee Sang-wook Park Min-soo Shin Dong-hyen Yang Hak-seon | Chine Huang Xi Huang Yuguo[réf. nécessaire][pas clair] Liao Junlin Wang Peng Yang Shengchao Zou Kai |
| Concours général        | Yuya Kamoto                                                                                        | Masayoshi Yamamoto                                                                               | Lee Sang-wook                                                                                       |
| Sol                     | Zou Kai                                                                                            | Huang Yuguo[réf. nécessaire][pas clair]                                                          | Yuya Kamoto                                                                                         |
| Cheval d'arçons         | Masayoshi Yamamoto                                                                                 | Abdulla Azimov                                                                                   | Park Min-soo                                                                                        |
| Anneaux                 | Liao Junlin                                                                                        | Kazuyuki Takeda                                                                                  | Đặng Nam                                                                                            |
| Saut                    | Shek Wai Hung                                                                                      | Yang Hak-seon                                                                                    | Huang Xi                                                                                            |
| Barres parallèles       | Yuya Kamoto                                                                                        | Anton Fokin                                                                                      | Đinh Phương Thành                                                                                   |
| Barre fixe              | Zou Kai                                                                                            | Yusuke Saito                                                                                     | Masayoshi Yamamoto                                                                                  |

#### Femmes
| Épreuves                    | Or                                                                          | Argent                                                                                  | Bronze                                                                                  |
| --------------------------- | --------------------------------------------------------------------------- | --------------------------------------------------------------------------------------- | --------------------------------------------------------------------------------------- |
| Concours général par équipe | Chine Bai Yawen Chen Siyi Huang Huidan Shang Chunsong Tan Jiaxin Yao Jinnan | Corée du Nord Hong Un-jong Jong Un-gyong Kang Yong-mi Kim So-yong Kim Un-hyang Ri Un-ha | Japon Minami Honda Azumi Ishikura Mizuho Nagai Akiho Sato Yuriko Yamamoto Sakura Yumoto |
| Concours général individuel | Yao Jinnan                                                                  | Shang Chunsong                                                                          | Yun Na-rae                                                                              |
| Saut de cheval              | Hong Un-jong                                                                | Oksana Chusovitina                                                                      | Phan Thị Hà Thanh                                                                       |
| Barres asymétriques         | Yao Jinnan                                                                  | Huang Huidan                                                                            | Kang Yong-mi                                                                            |
| Poutre                      | Kim Un-hyang                                                                | Phan Thị Hà Thanh                                                                       | Shang Chunsong                                                                          |
| Sol                         | Yao Jinnan                                                                  | Shang Chunsong                                                                          | Yun Na-rae                                                                              |

### Trampoline
| Épreuves                   | Or        | Argent         | Bronze          |
| -------------------------- | --------- | -------------- | --------------- |
| Hommes résultats détaillés | Dong Dong | Tu Xiao        | Yasuhiro Ueyama |
| Femmes résultats détaillés | Li Dan    | Zhong Xingping | Ayano Kishi     |

## Tableau des médailles
| Rang  | Nation | Or | Argent | Bronze | Total |
| ----- | ------ | -- | ------ | ------ | ----- |
| 1     |        | 9  | 7      | 3      | 19    |
| 2     |        | 4  | 3      | 5      | 12    |
| 3     |        | 2  | 1      | 1      | 4     |
| 4     |        | 1  | 3      | 4      | 8     |
| 5     |        | 1  | 3      | 1      | 5     |
| 6     |        | 1  | 0      | 0      | 1     |
| 7     |        | 0  | 1      | 3      | 4     |
| 8     |        | 0  | 0      | 1      | 1     |
| Total | Total  | 18 | 18     | 18     | 54    |

## Nations participantes
Un total de 187 gymnastes de 23 nations ont participé à ces Jeux.